# 高安戰鬥
高安戰鬥發生於1926年9月16日－18日，地點則是在中國贛西一帶，是國民革命軍北伐戰爭的戰鬥之一。高安戰鬥的交戰雙方，一方為國民革命軍，另一方為蘇四師。

## 參看
- 中華民國北洋政府時期內戰戰鬥列表